# Église Saint-Martin d'Antras
Pour les articles homonymes, voir Église Saint-Martin.
Ne pas confondre avec l'église Saint-Martin d'Antras (Gers)
L'église Saint-Martin d'Antras est une église catholique située à Antras, dans le département français de l'Ariège en France.

## Histoire
Son origine remonte au XIIe siècle.
Cette église n'est pas protégée dans le cadre des Monuments historiques.

## Localisation
L'église se trouve en soulane en surplomb de la vallée du Biros à 908 m d'altitude à l'extrémité du village avec le cimetière attenant.

## Description

### Extérieur
Il s'agit d'une église romane couverte en ardoise traditionnelle à simple nef avec une abside ronde dotée d'une bande lombarde. Le clocher-mur muni de deux puissants contreforts latéraux compte trois alvéoles contenant leurs cloches.
Sont classés au titre objet des monuments historiques :
- Un chrisme taillé dans le marbre datant du XIIe siècle[1].

Sont inscrits à l'inventaire des monuments historiques :
- Une cloche en bronze daté de 1768[2].
- Une cloche en bronze réalisé par le fondeur de cloches de Foix, B. Martin et daté de 1878[3].
- Une cloche en bronze datant du XVIIIe siècle[4].

### Mobilier
Pierre Woiry a offert en 2013 pour l'église un tableau représentant saint Martin partageant son manteau avec un mendiant devant l’église d’Antras.
Sont classés au titre objet des monuments historiques :
- Un calice et une patène en argent datés du début du XIXe siècle[6].
- Un ensemble de six chandeliers en bronze argenté datant du XVIIIe siècle[7].
- Une statue de la Vierge à l'Enfant en bois doré datant du XVIIIe siècle[8].
- Le maître autel, le retable, le tabernacle, le dais d'autel, le tableau de la Crucifixion, et les 2 statues de saint Pierre et de saint Martin datant du début du XVIIIe siècle[9].
- Une ampoule à saint chrême en argent datée du début du XIXe siècle[10].

Sont inscrits à l'inventaire des monuments historiques :
- Un tableau représentant des bouquets de fleurs daté du XVIIe siècle[11].
- Un chasublier datant du XVIIIe ou XIXe siècle[12].
- Un second chasublier datant du XVIIIe ou XIXe siècle[13].
- Une statue de la Vierge à l'Enfant en bois doré datant du XIXe siècle[14].
- Une statue du Christ en croix datant du XVIe siècle[15].
- Un chandelier pascal en bois doré datant du XVIIIe siècle[16].
- Un moule à hosties datant du XVIIIe siècle[17].
- Une croix d'offrande en argent réalisée par l'orfèvre Toulousain Samson datée du début du XIXe siècle[18].
- Un bénitier en pierre taillé datant du XVIIIe siècle[19].

Sont répertoriés :
- Un tableau et son cadre de la Vierge à l'Enfant avec saint Roch datant du XVIIIe siècle[20].

## Galerie

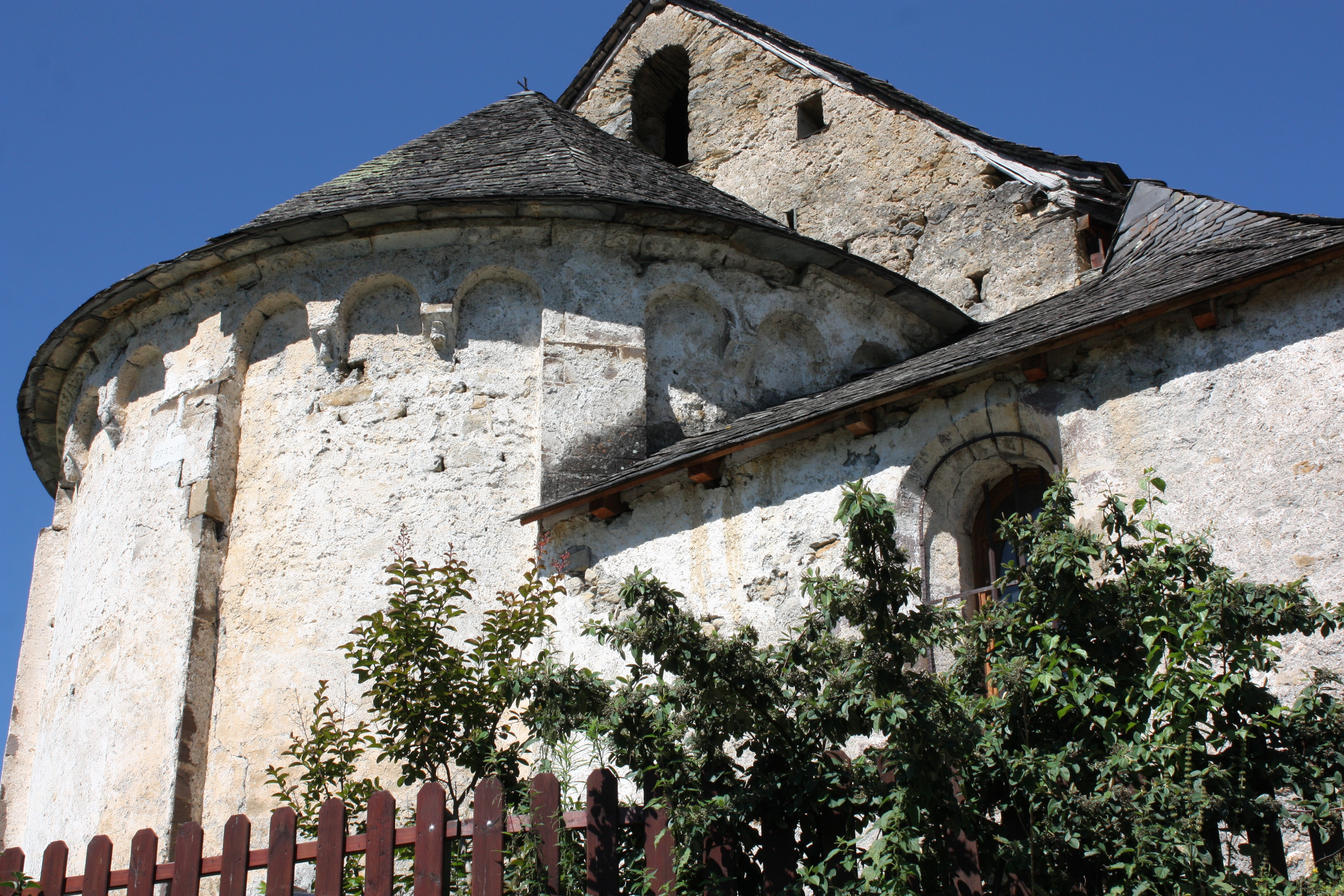
L'abside, à droite la sacristie.
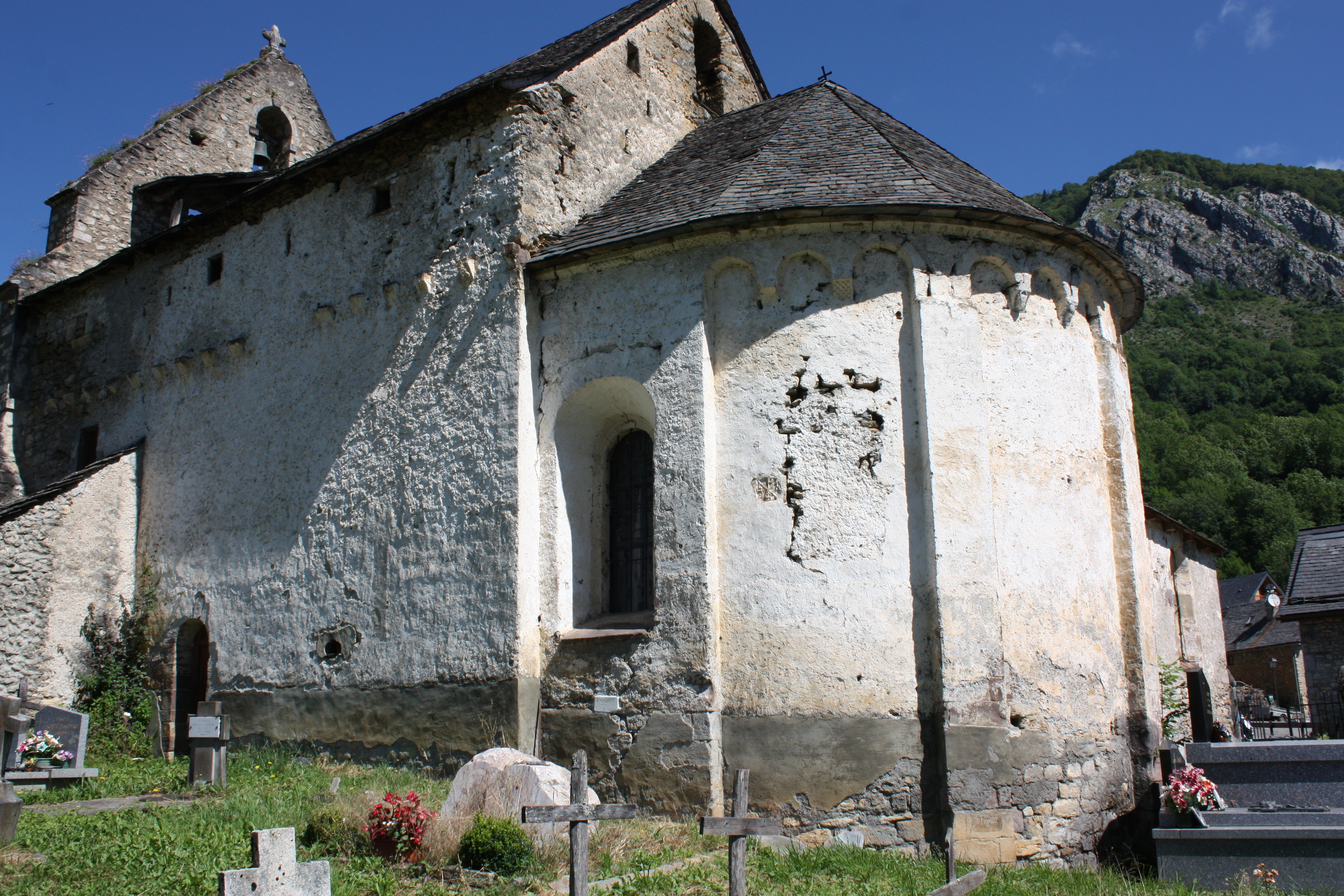
L'abside.
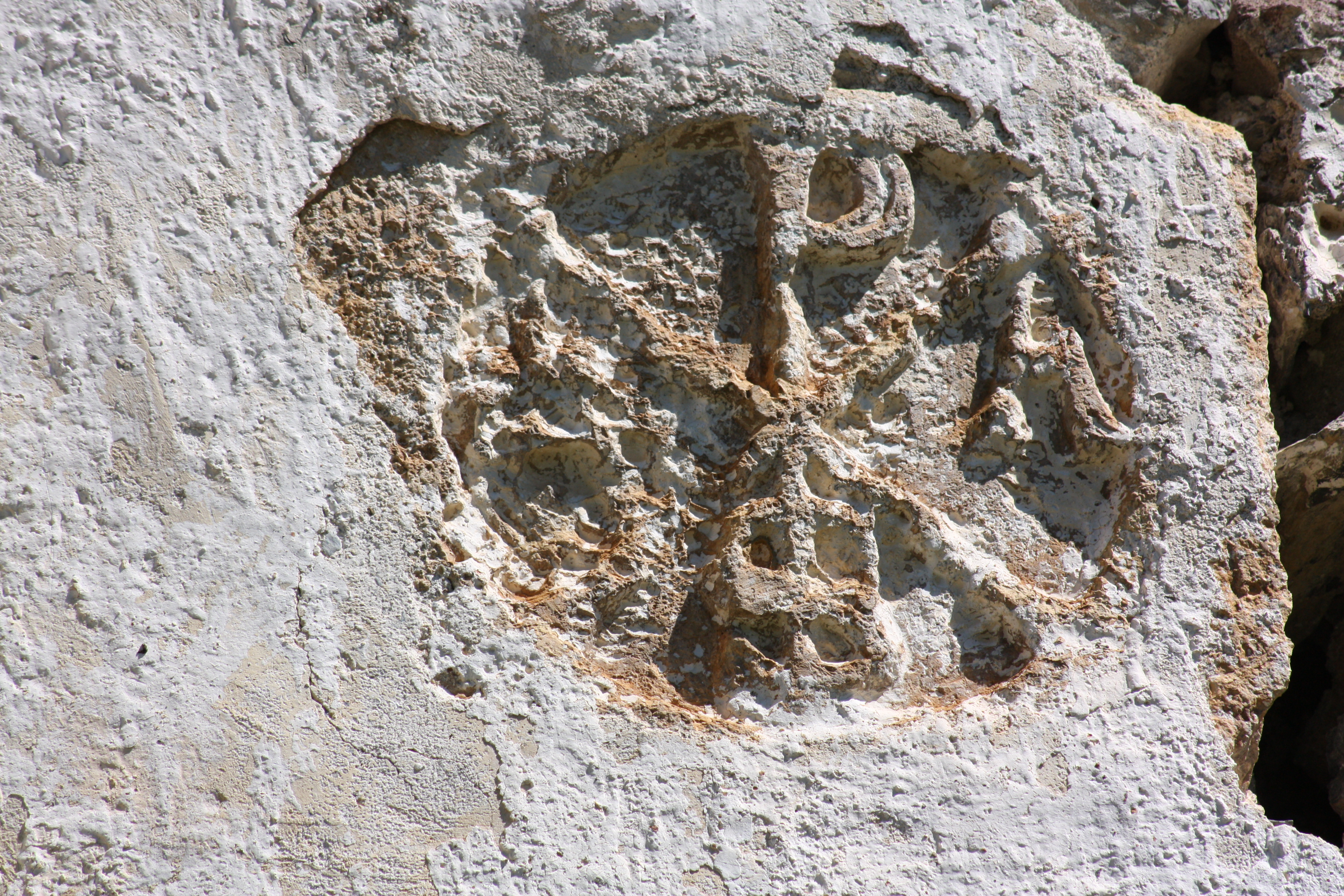
Un chrisme.
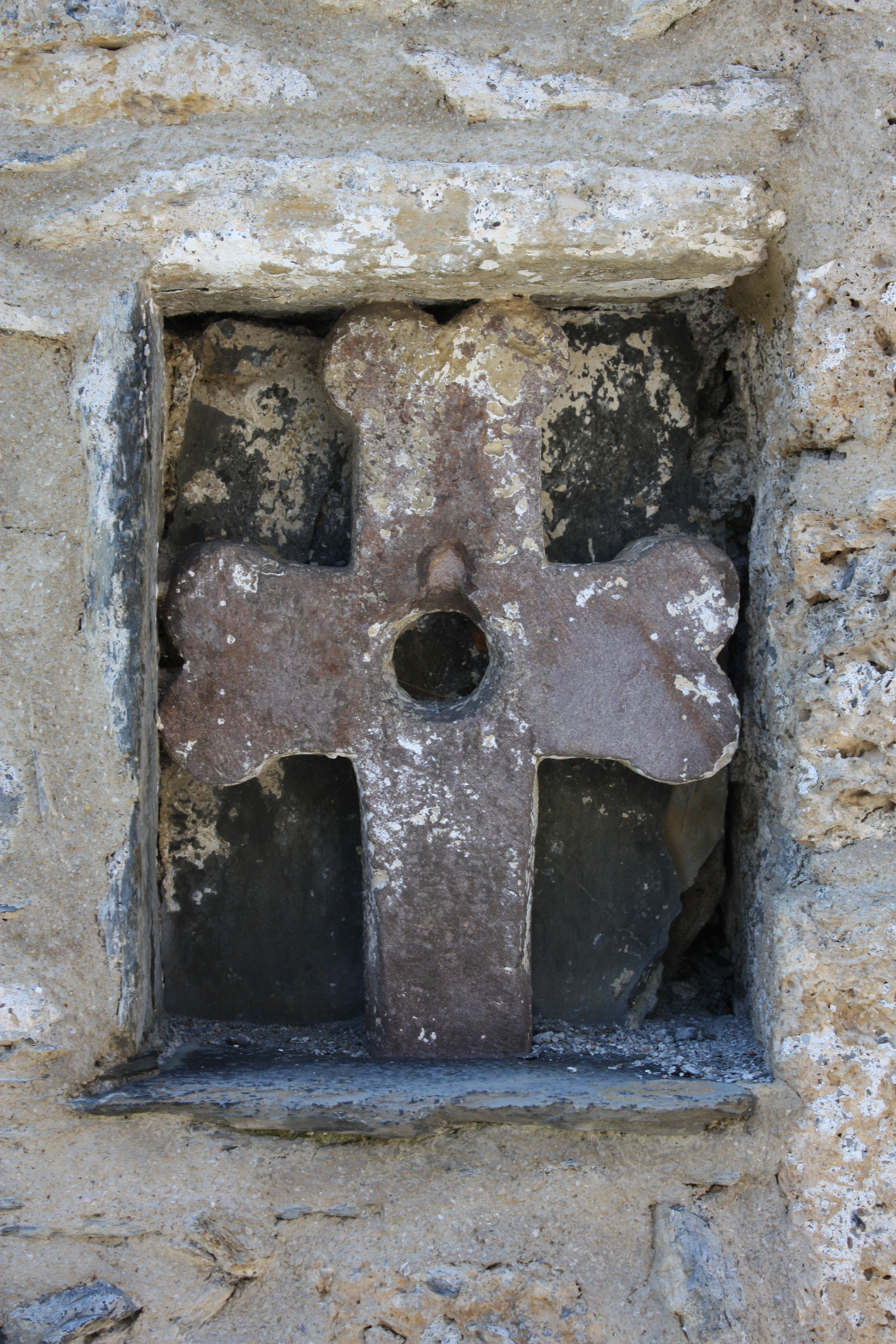
Une croix taillé dans la pierre.